# Sten Carlborg (konstnär)
Sten Harry Carlborg, född 11 oktober 1900 i Kisa landskommun, Östergötlands län, död 1985, var en svensk konsthantverkare. 
Carlborg föddes 11 oktober 1900 i Kisa landskommun, Östergötlands län. Han var son till färgaren Karl Erik Karlborg och Emilia Matilda Andersson. Carlborg utbildade sig till konstnär genom självstudier i Finland och Danmark. Hans produktion omfattar nyttoföremål i metall och småfigurer utförda i trä, hans bildkonst består av figursaker och landskapsmålningar från Jämtland och Skåne.